# Xylopia papuana
Xylopia papuana är en kirimojaväxtart som beskrevs av Friedrich Ludwig Diels. Xylopia papuana ingår i släktet Xylopia och familjen kirimojaväxter. Inga underarter finns listade i Catalogue of Life.